# Marc Alaimo
Marc Alaimo és un actor estatunidenc conegut pels seus papers com a dolent. És més conegut pel seu paper com a dolent recurrent Gul Dukat a la sèrie de televisió Star Trek: Deep Space Nine.

## Primers anys i vida personal
Alaimo va néixer a Milwaukee, Wisconsin. Té un fill del seu primer matrimoni, Michael Antony Alaimo, que és escriptor, editor d'arguments i productor conegut per The Closer, Major Crimes, Invasion, Traveler i per haver escrit "Columbo Likes the Nightlife", l'episodi final de Columbo.

## Carrera
L'Alaimo és un actor de teatre de formació clàssica i va actuar com a part dels Marquette University Players i del Milwaukee Repertory Theater a la dècada de 1960 en tot tipus d'obres, des de Shakespeare i els clàssics fins a produccions d'estrena mundial. També va ser membre de diverses companyies de teatre a Nova York i de companyies de gires per tot el país abans de traslladar-se a Los Angeles el 1973. Alguns dels seus papers teatrals inclouen Iago a Otel·lo, Rodolpho a Panorama des del pont d'Arthur Miller i Lucky a Tot esperant Godot de Samuel Beckett.
Alaimo ha estat interpretant personatges en programes de televisió des del 1971. Ha aparegut, principalment com a dolents, en programes com The Doctors, Kojak, Gunsmoke, Baretta, The Six Million Dollar Man, La dona biònica, Starsky & Hutch, Knight Rider, Quincy, The Greatest American Hero, The Incredible Hulk, Quantum Leap, Family Guy, Walker, Texas Ranger, Wonder Woman, The Rockford Files, Hill Street Blues, Barnaby Jones, i The A-Team. Alaimo ha aparegut en alguns llargmetratges, com ara la pel·lícula de ciència-ficció de 1984 El guerrer de les galàxies (que retrata la disfressa humana d'un assassí alienígena), Naked Gun 33⅓: The Final Insult, Tango i Cash i la pel·lícula de 1988 La llista negra. També va aparèixer com a Curtis Block a la pel·lícula per a televisió Case Closed i com a agent de seguretat a Mart a la pel·lícula Arnold Schwarzenegger Desafiament total.
Va interpretar diversos personatges a Star Trek: La nova generació (Star Trek: TNG), començant a la primera temporada. Té la distinció de dues estrenes a Star Trek: TNG, interpretant el primer romulà, el comandant Tebok, a l'episodi de 1988 "La zona neutral", i el primer cardassià (en qualsevol sèrie de Star Trek), Gul Macet, a l'episodi de 1991, "La ferida".  També va interpretar un jugador de pòquer que parla francès amb Data a l'episodi "La sageta del temps". El 1993, Alaimo va començar a interpretar el personatge cardassià Gul Dukat a Star Trek: Deep Space Nine. Gul Dukat va ser un personatge recurrent que va aparèixer en 33 episodis d'aquesta sèrie. Alaimo també va aparèixer en un episodi de la segona temporada de 21 Jump Street. També va aparèixer al videojoc del 2006 Call of Juarez i a la seva preqüela del 2009 Call of Juarez: Bound in Blood, ambdues vegades com a veu del pistoler Ray McCall. El 2010 va posar la veu al Degà a l'episodi de Family Guy "The Splendid Source".
Durant una taula rodona de preguntes i respostes a la Convenció de Star Trek Las Vegas el 2015, l'Alaimo va revelar que encara estava disposat a treballar com a actor, però que no estava en contacte amb la indústria i no tenia cap agència que el representés en aquell moment. Els fans i el coprotagonista Andrew Robinson, que formava part del panell amb ell i que en aquell moment estava planejant tornar a actuar, van expressar el seu suport a l'actor i el van animar a continuar actuant.

## Filmografia

### Cinema
| Any  | Títol                                       | Paper                        | Notes                     |
| ---- | ------------------------------------------- | ---------------------------- | ------------------------- |
| 1974 | The Execution of Private Slovik             | Soldatr                      | Telefilm; sense acreditar |
| 1975 | Cage Without a Key                          | Treballador                  | telefilm                  |
| 1975 | A Matter of Wife... and Death               | Angie                        | telefilm                  |
| 1976 | Dr. Black and Mr. Hyde                      | Preston, The Pusher          |                           |
| 1977 | The 3,000 Mile Chase                        | Richards                     | telefilm                  |
| 1977 | Which Way Is Up?                            | Frankie                      |                           |
| 1978 | Mean Dog Blues                              | Transfer Guard               |                           |
| 1979 | Porno dur                                   | Ratan                        |                           |
| 1979 | A Great Ride                                | Barry                        |                           |
| 1979 | High Midnight                               | Gratzek                      | telefilm                  |
| 1980 | Seems Like Old Times                        | B.G.                         |                           |
| 1981 | The Archer: Fugitive from the Empire        | Sandros                      | telefilm                  |
| 1981 | Broken Promise                              | Joe Clawson                  | telefilm                  |
| 1982 | The Ambush Murders                          | Garza                        | telefilm                  |
| 1984 | No Man's Land                               | Clay Allison                 | telefilm                  |
| 1984 | El guerrer de les galàxies                  | Autostopista                 |                           |
| 1985 | Command 5                                   | Lear Businessman             | telefilm                  |
| 1986 | Avenging Force                              | Charlie Lavall               |                           |
| 1987 | Police Story: The Freeway Killings          | Lou Morello                  | telefilm                  |
| 1987 | The Gambler, Part III: The Legend Continues | Private Bob Butler           |                           |
| 1988 | Case Closed                                 | Curtis Block                 | telefilm                  |
| 1988 | La llista negra                             | Vigilant de l'Embarcadero #2 |                           |
| 1989 | Arena                                       | Rogor                        |                           |
| 1989 | Tango i Cash                                | Lopez                        |                           |
| 1990 | Desafiament total                           | Captain Everett              |                           |
| 1992 | Quicksand: No Escape                        | Tinent Harold Towers         | telefilm                  |
| 1992 | Rosemary                                    | Desconegut                   | telefilm                  |
| 1992 | Overkill: The Aileen Wuornos Story          | Sheriff Walton               | telefilm                  |
| 1993 | Rio Diablo                                  | Jud Everly                   | telefilm                  |
| 1993 | Donato and Daughter                         | Detectiu Petsky              | telefilm                  |
| 1994 | Naked Gun 33⅓: The Final Insult             | Trucker                      |                           |
| 1994 | The Fence                                   | Rudy Baralli                 |                           |
| 2020 | Grizzly II: Revenge                         | Luke                         |                           |

### Televisió
| Any       | Títol                               | Paper                                                      | Notes                                              |
| --------- | ----------------------------------- | ---------------------------------------------------------- | -------------------------------------------------- |
| 1971      | You Are There                       | Milicià / Genet del Pony Express                           | Episodi: "The Record Ride for the Pony Express"    |
| 1971–1972 | The Doctors                         | Frank Barton                                               | 51 episodis                                        |
| 1972–1973 | Somerset                            | Virgil Paris                                               |                                                    |
| 1974      | Apple's Way                         | Worthington                                                | Episodi: "The Witness"                             |
| 1974      | Toma                                |                                                            | Episodi: "Indictment"                              |
| 1974      | The Rockford Files                  | Farber                                                     | Episodi: "The Dark and Bloody Ground"              |
| 1974      | Gunsmoke                            | Kane                                                       | Episodi: "The Iron Men"                            |
| 1974      | Get Christie Love!                  | Lucas                                                      | Episodi: "Bullet from the Grave"                   |
| 1975      | Barnaby Jones                       | Dr. Whitehall                                              | Episodi: "Counterfall"                             |
| 1975      | Matt Helm                           | Devlin                                                     | Episodi: "Matt Helm"                               |
| 1975      | The Wide World of Mystery           | Byron                                                      | Episodi: "Mr. & Mrs. and the Bandstand Mystery"    |
| 1976      | Joe Forrester                       | Hawk                                                       | Episodi: "Squeeze Play"                            |
| 1976      | Helter Skelter                      | Phil Cohen                                                 | 2 episodis                                         |
| 1976      | Mary Hartman, Mary Hartman          | George Curtis                                              | 2 episodis                                         |
| 1974–1976 | Police Story                        | John Scalesi / Gillette / Barbarosa / Officer Baker        | 5 episodis                                         |
| 1975–1976 | The Blue Knight                     | Detectiu Akers / The Dutchman                              | 2 episodis                                         |
| 1975–1976 | Baretta                             | Carew / Slit                                               | 2 episodis                                         |
| 1977      | Hunter                              | Lawson                                                     | Episodi: "The Hit"                                 |
| 1977      | The Hardy Boys/Nancy Drew Mysteries | Home emmascarat                                            | Episodi: "Mystery of the Solid Gold Kicker"        |
| 1977      | Kingston: Confidential              | Honky Henderson                                            | Episodi: "The Rage at Hannibal"                    |
| 1977      | The Six Million Dollar Man          | Williams                                                   | 2 episodis                                         |
| 1977      | La dona biònica                     | Hopper                                                     | Episodi: "African Connection"                      |
| 1978      | The American Girls                  | Charlie Kramer                                             | Episodi: "Firefly"                                 |
| 1973–1978 | Kojak                               | Joe Greensteen / Artie                                     | 2 episodis                                         |
| 1975–1978 | Starsky & Hutch                     | Daimler / 'Skinny' Momo / Eddie Moore                      | 3 episodis                                         |
| 1979      | Kaz                                 | Ping Pong                                                  | Episodi: "A Piece of Cake"                         |
| 1979      | Wonder Woman                        | Pierce                                                     | 2 episodis                                         |
| 1979      | B.J. and the Bear                   | Randy / Hammer's Accomplice                                | 2 episodis                                         |
| 1980      | Els àngels de Charlie               | John Mackey                                                | Episodi: "One of Our Angels Is Missing"            |
| 1980      | Quincy M.E.                         | Ed Burly                                                   | Episodi: "Riot"                                    |
| 1978–1980 | The Incredible Hulk                 | Joe Lo Franco / Captain Holt / Ernie                       | 3 episodis                                         |
| 1978–1981 | CHiPs                               | Zager / Bix                                                | 2 episodis                                         |
| 1982      | McClain's Law                       |                                                            | Episodi: "Takeover"                                |
| 1982      | The Greatest American Hero          | Donnie Armus                                               | Episodi: "There's Just No Accounting..."           |
| 1982      | The Phoenix                         | Preminger's Associate                                      | Episodi: "In Search of Mira"                       |
| 1982      | Knight Rider                        | Bill Gordon                                                | Episodi: "Slammin' Sammy's Stunt Show Spectacular" |
| 1983      | The Renegades                       | Manton                                                     | Episodi: "The Big Time"                            |
| 1984      | The Master                          | Straker                                                    | Episodi: "Failure to Communicate"                  |
| 1984      | Jessie                              | Fletch                                                     | Episodi: "Flesh Wounds"                            |
| 1984      | Hardcastle and McCormick            | Captain Jerold D. Medwick                                  | Episodi: "One of the Girls from Accounting"        |
| 1984      | The New Mike Hammer                 | Claude Fawner                                              | Episodi: "Cold Target"                             |
| 1985      | Hunter                              | Officer Doug Kirkwood                                      | Episodi: "The Shooter"                             |
| 1985      | Street Hawk                         | Phillip Truman                                             | Episodi: "Female of the Species"                   |
| 1985      | Our Family Honor                    | Dom                                                        | 2 episodis                                         |
| 1983–1986 | The Fall Guy                        | Bobby Lee / Max                                            | 2 episodis                                         |
| 1983–1986 | T. J. Hooker                        | Manny Jacobs / Ray Downing                                 | 2 episodis                                         |
| 1987      | Scarecrow and Mrs. King             | Fritz Frommer                                              | Episodi: "Bad Timing"                              |
| 1987      | The A-Team                          | Angelo                                                     | Episodi: "Without Reservations"                    |
| 1987      | Hill Street Blues                   | Gene Scapizzi                                              | 8 episodis                                         |
| 1987      | 21 Jump Street                      | Shields                                                    | Episodi: "Fear and Loathing with Russell Buckins"  |
| 1984–1988 | Cagney & Lacey                      | Det. Mahoney / Ernie Cade                                  | 2 episodis                                         |
| 1989      | Freddy's Nightmares                 | Woody Burton                                               | Episodi: "Bloodlines"                              |
| 1989      | Paradise                            | Sheriff Fry                                                | Episodi: "The Return of Johnny Ryan"               |
| 1990      | Nasty Boys                          | Major Clemens                                              | Episodi: "Last Tango in Vegas"                     |
| 1990      | El salt (Quantum Leap)              | Capità de polocia Paul Brewster                            | Episodi: "Black on White on Fire"                  |
| 1987–1992 | Star Trek: La nova generació        | Frederick LaRouque / Gul Macet / Cmdr. Tebok / Badar N'D'D | 4 episodis                                         |
| 1996      | Diagnosis Murder                    | Mr. Smith                                                  | Episodi: "Murder in the Dark"                      |
| 1995–1998 | Walker, Texas Ranger                | Paul Kelton / Lamar                                        | 2 episodis                                         |
| 1993–1999 | Star Trek: Deep Space Nine          | Gul Dukat / Oficial Ryan                                   | 35 episodis                                        |
| 2010      | Family Guy                          | Degà de l'Ordre Secreta dels Escriptors d'Acudits Bruts    | Episodi: "The Splendid Source"                     |

### Videojocs
| Any  | Títol                                     | Paper         | Notes                       |
| ---- | ----------------------------------------- | ------------- | --------------------------- |
| 1996 | Santa Fe Mysteries: The Elk Moon Murder   | Cap Gus Weber | Acreditat com a Mark Alaimo |
| 1997 | Santa Fe Mysteries: Sacred Ground         | Cap Gus Weber | Acreditat com a Mark Alaimo |
| 2001 | Star Trek: Deep Space Nine: Dominion Wars | Gul Dukat     |                             |
| 2006 | Call of Juarez                            | Reverend Ray  |                             |
| 2009 | Call of Juarez: Bound in Blood            | Ray McCall    | Sense acreditar             |